# Glypta arctica
Glypta arctica là một loài tò vò trong họ Ichneumonidae.